# نخستین بانوی فروشنده دوره‌گرد
نخستین بانو فروشنده دوره گرد (انگلیسی: The First Traveling Saleslady) فیلمی در ژانر وسترن به کارگردانی آرتور لوبین است که در سال ۱۹۵۶ منتشر شد.

## بازیگران
- جینجر راجرز
- کارول چانینگ
- بری نلسن
- دیوید برایان
- کلینت ایستوود
- دن وایت
- فرانک ویلکاکس
- رابرت اف سیمون
- ارل هاجینز
- لستر دُر